# Duilhac-sous-Peyrepertuse
Duilhac-sous-Peyrepertuse is een plaats in de streek Corbières in het departement Aude in de regio Occitanie in het zuiden van Frankrijk.
Het behoort tot het arrondissement Narbonne en het kanton Tuchan.
De inwoners worden Duilhacais genoemd.
Hier ligt ook het Château de Peyrepertuse, dat gebouwd werd in de 11de eeuw. Het is de grootste van de Kathaarse burchten. Het bestaat uit een fort met kasteelmuur en een kasteel St.-Georges gebouwd door de koningen van Aragón. Het is een van de 'vijf zonen van Carcassonne'. Het ligt op 780 m hoogte en is 300 m lang. Het heeft twee donjons. Het kasteel is te bezichtigen en er is van hieruit ook een uitzicht op Château Quéribus bij Cucugnan.

## Geografie

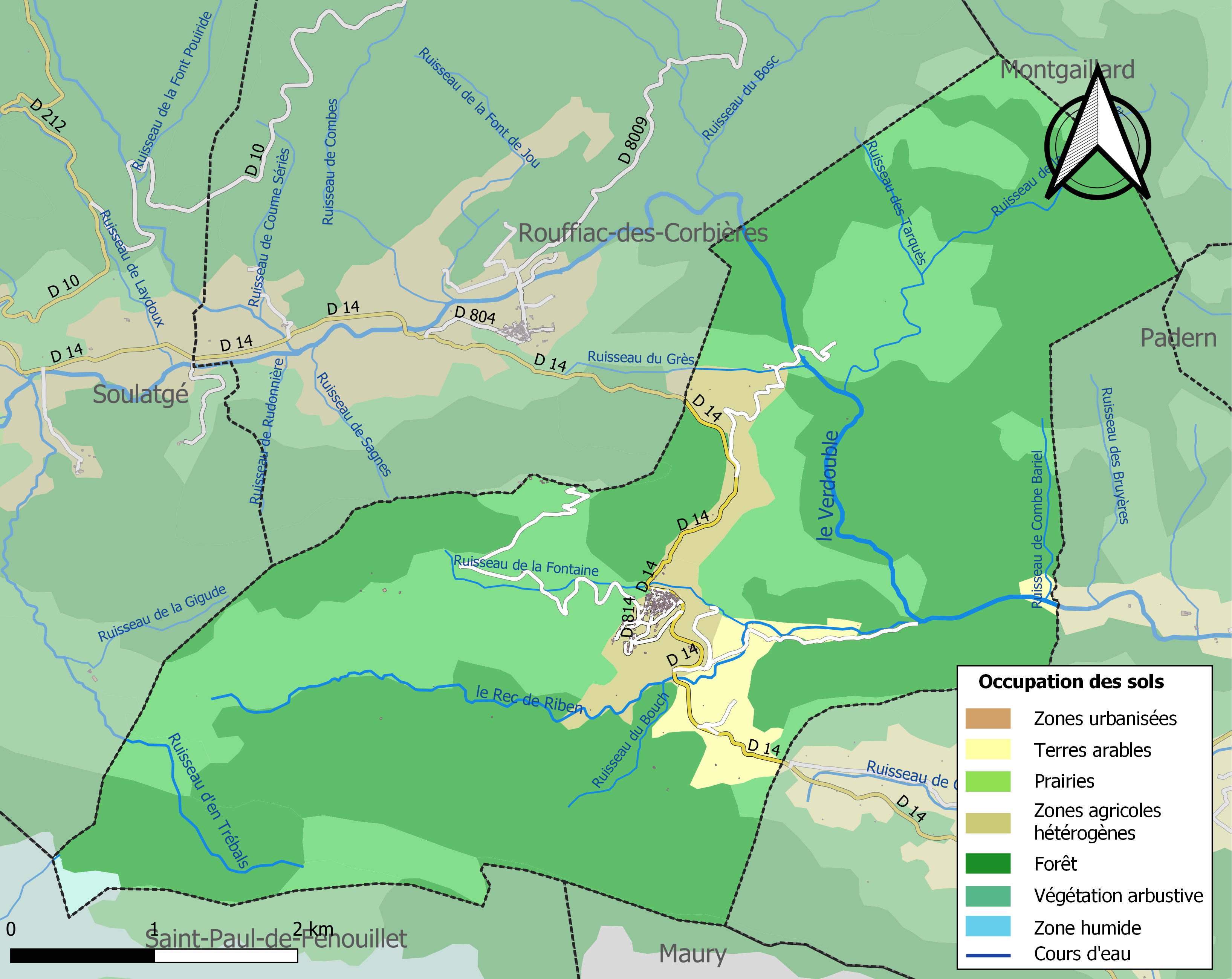
Kaart van de gemeente met de belangrijkste infrastructuur, bodemgebruik en omliggende gemeenten

## Demografie
Onderstaande figuur toont het verloop van het inwonertal (bron: INSEE-tellingen).

Vanwege een beveiligingsprobleem met de MediaWiki Graph-software is het momenteel niet mogelijk deze grafiek weer te geven. Zodra de software is bijgewerkt zal de grafiek vanzelf weer zichtbaar worden.